# Ел Касим
Ел Касим или Ел Гасим (арап. منطقة القصيم‎) је провинција у средишту Саудијске Арабије. Главни град провинције је Бурајда. Ел Касим има 1.215.858 становника и површину од 58.046 km2. Густина насељености је 21 по квадратном километру.